# 後藤秀弘
後藤 秀弘（ごとう ひでひろ、1907年9月11日 - 没年不明）は日本の化学者。

## 経歴
1907年（明治40年）大阪府生まれ。1933年（昭和8年）東北大学理学部化学科を卒業後、助手、講師を経て1938年（昭和13年）助教授に就任。1945年（昭和20年）東北大学教授。理学博士。
1969年（昭和44年）6月、富山大学学長に就任。当時、富山大学では学生運動が活発化しており、事態を重く見た後藤は大学問題対策本部を設置。学生との対話を進めながら学生運動の鎮静化を進めた。1973年（昭和48年）に退任。この間、1972年度に日本分析化学会会長。1978年（昭和53年）東北福祉大学学長。
長男の後藤和弘は東京工業大学教授、次男の後藤幸弘は東北学院大学教授。

## 受章歴
- 1973年（昭和48年） - 藍綬褒章
- 1979年（昭和54年） - 勲二等旭日重光章

## 著作
- 『金属材料の光度定量』（柿田八千代、鈴木進との共著） 丸善 1956年